# Mary Pierce
Mary Caroline Pierce (Montreal, 15 de janeiro de 1975) é uma ex-tenista profissional francesa, que chegou a ser a número 3 do mundo tanto em simples como em duplas.
Nascida no Canadá, mas filha de pai estadunidense e mãe francesa, Mary Pierce possui a tripla nacionalidade. Esportivamente era francesa, pois defendeu a França em 22 confrontos da Fed Cup (o equivalente feminino da Copa Davis).
Em simples, ganhou dois títulos de Grand Slam, o Aberto da Austrália em 1995 e Roland Garros em 2000 e foi vice-campeã do US Open em 2005, Aberto da Austrália em 1997 e Roland Garros em 1994 e 2005. Já em duplas, além do vice-campeonato no Aberto da Austrália em 2000, conquistou o título de Roland-Garros em 2000 e Wimbledon nas mistas em 2005.
Participou dos Jogos Olímpicos de 1992 e foi quadrifinalista nas Olimpíadas de Atenas em 2004, perdendo para Justine Henin.
Pierce foi por duas vezes vice-campeã em simples do WTA Finals (ex-WTA Championships).

## Grand Slam finais

### Simples: 6 (2 títulos, 4 vices)
| Posição | Ano  | Campeonato          | Piso   | Oponente                | Placar   |
| ------- | ---- | ------------------- | ------ | ----------------------- | -------- |
| Vice    | 1994 | Roland Garros       | Saibro | Arantxa Sánchez Vicario | 4–6, 4–6 |
| Campeã  | 1995 | Aberto da Austrália | Duro   | Arantxa Sánchez Vicario | 6–3, 6–2 |
| Vice    | 1997 | Aberto da Austrália | Duro   | Martina Hingis          | 2–6, 2–6 |
| Campeã  | 2000 | Roland Garros       | Saibro | Conchita Martínez       | 6–2, 7–5 |
| Vice    | 2005 | Roland Garros       | Saibro | Justine Henin           | 1–6, 1–6 |
| Vice    | 2005 | US Open             | Duro   | Kim Clijsters           | 3–6, 1–6 |

### Duplas: 2 (1 título, 1 vice)
| Posição | Ano  | Campeonato          | Piso   | Parceira       | Oponentes                           | Placar        |
| ------- | ---- | ------------------- | ------ | -------------- | ----------------------------------- | ------------- |
| Vice    | 2000 | Aberto da Austrália | Duro   | Martina Hingis | Lisa Raymond Rennae Stubbs          | 4–6, 7–5, 4–6 |
| Campeã  | 2000 | Roland Garros       | Saibro | Martina Hingis | Virginia Ruano Pascual Paola Suárez | 6–2, 6–4      |

### Duplas Mistas: 1 (1 título, 0 vice)
| Posição | Ano  | Campeonato | Piso  | Parceiro        | Oponentes                      | Placar   |
| ------- | ---- | ---------- | ----- | --------------- | ------------------------------ | -------- |
| Campeã  | 2005 | Wimbledon  | Grama | Mahesh Bhupathi | Tatiana Perebiynis Paul Hanley | 6–4, 6–2 |

## WTA finals

### Simples: 2 (0 título, 2 vices)
| Posição | Ano  | Local         | Piso        | Oponente        | Placar             |
| ------- | ---- | ------------- | ----------- | --------------- | ------------------ |
| Vice    | 1997 | New York City | Carpete (I) | Jana Novotná    | 6–7(4–7), 2–6, 3–6 |
| Vice    | 2005 | Los Angeles   | Duro (I)    | Amélie Mauresmo | 7–5, 6–7(3–7), 4–6 |